# Sevenans
Sevenans – miejscowość i gmina we Francji, w regionie Burgundia-Franche-Comté, w departamencie Territoire de Belfort.
Według danych na rok 1990 gminę zamieszkiwało 575 osób, a gęstość zaludnienia wynosiła 285 osób/km² (wśród 1786 gmin Franche-Comté Sevenans plasuje się na 280. miejscu pod względem liczby ludności, natomiast pod względem powierzchni na miejscu 1021.).